# 한일공동개발구역

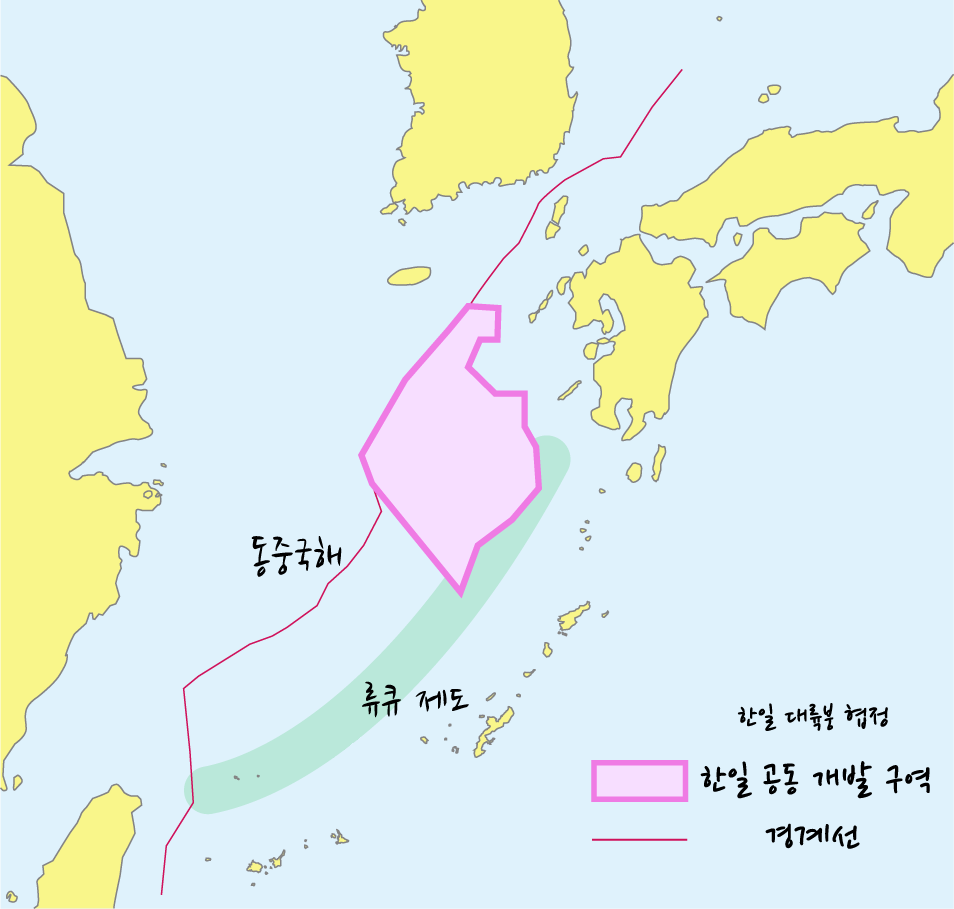
7광구

한일공동개발구역(韓日共同開發區域, 영어: South Korea-Japan Joint Development Zone, JDZ)은 대한민국과 일본 공동개발 해역으로 제주도 남쪽과 규슈 서쪽 사이의 해역의 대륙붕을 말한다. 대한민국에서는 흔히 7광구 또는 제7광구라고 부른다. 이 해역에는 석유와 가스 매장량이 흑해 유전과 맞먹는 72억톤에 달할 것으로 추정되고 있다. 한편, 중화인민공화국은 대한민국과 일본이 이 구역을 공동개발하는 것을 인정하지 않고 있다.

## 한ㆍ일 대륙붕 협정
해당 지역은 지리적으로는 일본에 더 가깝지만 당시 대륙붕연장론이 우세했던 국제정세에 입각하여 1970년 5월 한국이 먼저 국내법에 따라 7광구를 설정하였으나, 일본의 반대에 부딪혔으며 당시 탐사기술과 자본이 없었던 박정희 정부는 1974년 일본과 이곳을 공동으로 개발하자는 한일대륙붕협정을 맺었다. 협정에 따르면 이 지역의 탐사 또는 개발과 관련하여 한ㆍ일 양국이 공동개발한다는 것이다. 즉, 어느 한쪽이라도 자원탐사 및 채취에 대해 동의하지 않으면 안 된다는 것이다. 이 협정은 1978년 발효되었고, 기본적으로 발효 후 50년간 유효하며 그 후에도 일방의 종료 통보가 없을시 계속 유효하다. 단, 일방 당사국이 3년 전에 서면통고를 함으로써 최초 50년 기간의 종료시에 또는 그 후에 협정을 종료시킬 수 있다. 이에 따라 일방 당사국에 의한 최초 종료 의사 통보 가능 시점은 2025년 6월 22일이며, 종료 의사를 통보한 날로부터 3년 후 협정은 만료된다.
단, 협정이 만료되더라도 한국의 대륙붕 권리가 축소되거나 제약되는 것은 아니다. 한국은 유엔해양법협약상 대륙붕 정의에 따라 동중국해에서는 육지영토의 자연적 연장에 따른 200해리 밖 대륙붕을 주장하고 있다. 한일 대륙붕 협정은 말 그대로 동중국해 대륙붕에 있는 석유 자원의 공동개발만을 규정한 조약으로, 이 협정이 유지되든 종료되든 관계없이 한국의 대륙붕 주장이나 권리는 영향을 받지 않는다. 또한 협정의 존재 유무와는 관계없이 해당 수역은 경계미획정 상태인 수역으로, 궁극적으로는 한중일 3국의 배타적경제수역 및 대륙붕에 대한 경계획정이 필요한 곳이다. 따라서 한국의 동의 없이는 어떠한 국가도 해당 수역에서 일방적으로 경계를 획정하거나 자원개발활동에 나서지 못한다. 
한편, 한국은 2012년 12월 유엔해양법협약에 따라 우리의 권원이 미치는 동중국해 대륙붕이 200해리 너머 오키나와 해구 인근까지 연장되어 있다는 것을 보여주는 대륙붕한계 정식정보를 유엔 대륙붕한계위원회(CLCS)에 제출한 바 있다. 
2022년 윤석열 정부 출범이후, 한일정상회담과 한미정상회담에서 한일공동개발구역 내용을 언급해야 한다는 기사가 나오고 있다. 일본을 상대로 경제적인 명분보다 중국 팽창 저지를 위한 안보 동맹 차원의 접근이 필요하다고 조언한다.

## 시추내역
| 년도                | 시추공명        | 시추심도     | 결과       | 참여회사                                          |
| ------------------- | --------------- | ------------ | ---------- | ------------------------------------------------- |
| 1980년 5월          | JDZ5-1          | 3,375m       | 유가스징후 | 텍사코 20%,일본석유 50%,셰브론 20%,락희 10%       |
| 1980년 7월          | JDZ7-1          | 4,486m       | 가스징후   | 코암(Korean American Oil Company)50%-일본석유 50% |
| 1981년 10월         | JDZ7-2          | 4,190m       | 가스징후   | 코암 50%-일본석유 50%                             |
| 1984년 5월          | JDZ5-2          | 3,203m       | 실패       | 텍사코 20%,일본석유 50%,셰브론 20%,락희 10%       |
| 1985년 5월 2일,18일 | JDZ7-3,Nkkan8-Ⅸ | 3,248~4,258m | 실패       | 코암 50%-일본석유 50%                             |
| 1986년              | JDZ5-3          | 3,221m       | 실패       | 일본석유 50, 유개공 45, 경인 5                    |

협정체결이후 1986년까지 7개 탐사시추를 했으며, 이중 3개 시추공에서 소량이지만 석유와 가스가 발견되기도 했다.

## 문화
1970년대 대한민국은 1973년 석유 위기 등의 어려움을 겪었다. 7광구에 석유가 매장돼 있을 거라는 소식은 대한민국이 중동 수준의 산유국이 될지도 모른다는 희망을 주었다. 가수 정난이의 노래 〈제7광구〉(1978)는 ‘숨어 있는 검은 진주’에 대해 노래하고 있고, 히트곡이 되었다.
2011년 8월 4일 영화 《7광구》는 1980년대 7광구의 석유 시추선을 무대로 하고 있다.

## 연표
- 1970년 6월 19일: 박정희 당시 대통령이 제주도 남쪽과 일본 규슈 서쪽에 위치한 이 곳을 대한민국의 대륙붕이라고 선언했다.
- 1974년 1월 30일: 대한민국과 일본 양국은 한일대륙붕협정을 맺어 7광구 8만여km2의 해역에 대해 한일공동개발구역(JDZ)으로 설정했다.
- 1978년 6월 22일: 한일대륙붕협정이 발효되었다. 7광구의 광물 자원은 한일 양국이 공동으로 개발해야 하며 광물 탐사 및 채취와 관련해 한쪽 정부의 요청이 있으면 양국이 문제를 협의해야 한다고 규정하고 있다.
- 1980년 5월 7일: 한일공동개발구역 제5소구역에서 탐사시추착수.[5]
- 1980년 7월말: 한일공동개발구역 제7소구역에서 탐사시추착수.[6]
- 1984년 6월 29일: 제4차 탐사시추했으나 유징발견 실패.[7]
- 1986년: 한일 공동개발구역(JDZ) 협정 이행기구인 한일 공동위원회가 마지막으로 개최되었다. 그 이후 2012년까지 추가로 위원회가 개최된 적이 없다.
- 2002년: 한일 공동으로 물리탐사 및 분석을 하였다. 한국석유공사(KNOC)와 일본석유공단(JNOC)이 공동으로 작업했다.[8]
- 2006년 3월 7일: 중화인민공화국은 베이징에서 열린 동중국해 가스전 개발과 관련한 실무회의에서 일본에 7광구를 중일이 공동개발하자고 제안했다. 이러한 소식에 대해 대한민국 정부 관계자는 불쾌감을 나타냈다.[9]
- 2006년 5월 26일: 물리탐사 결과에 대해 한국측은 경제성이 있다고 본 반면에 일본측은 경제성이 없다고 판단했다. 일본은 이때부터 공동개발에 부정적인 태도를 취했다. 한국 정부 관계자는 "공동개발구역 동남쪽 중국측 해상 광구의 가스 매장량이 10억t 이상으로 추정되는 점을 감안하면 7광구 매장량은 3600만t을 훨씬 웃돌 수도 있다" 말했다. 한국의 연간 가스 수입량은 2200만t이다.[10]
- 2008년 4월 21일: 이명박 대통령이 방일하여 후쿠다 야스오 일본 총리와의 정상회담에서 한일 공동개발구역 석유, 가스 개발을 검토했다.[11]
- 2008년 8월 21일: 서울 르네상스호텔에서 이재훈 지식경제부 2차관 주재로 제1차 해저광물자원개발 심의위원회가 열렸다. 한국석유공사는 일본이 소극적인 JDZ를 법률검토하에 단독탐사를 신청할 것이라고 보고했다. 이러한 보고에 대해, 심의위원회는 한일 양국 어느 나라도 단독탐사는 불가능하다면서 재검토를 권고했다.
- 2009년 5월 12일: 대한민국 정부는 200해리가 넘는 동중국해 대한민국 대륙붕 경계에 관한 예비 정보를 《국제 연합 대륙붕한계위원회》(CLCS)에 제출했다.[12]
- 2012년 12월 26일: 예비보고서를 제출했던 3년 뒤, 대한민국 정부의 외교부는 국제 연합 대륙붕한계위원회(CLCS)에 정식 보고서를 제출하였다.[13]
- 2020년 3월: 그동안 일본과의 공동개발조약에 발이 묶여 방치돼 있던 7광구 개발을 한국 정부가 34년 만에 재추진하는 것으로 확인됐다.[14]

## 같이 보기
- 춘샤오 가스전 - 7광구 바로 옆에 있는 중화인민공화국의 가스전으로, 일본과 분쟁 중이다.
- 센카쿠 열도 - 7광구와 센카쿠 열도, 춘샤오 가스전은 같은 유전, 가스전 지대에 있다.
- 이어도 - 이어도에는 대한민국의 종합해양과학기지가 있다.
- 오키나와 주상해분 - 대한민국은 오키나와 주상해분의 가장 깊은 곳을 자국과 일본의 대륙붕 경계라고 주장.